# Habitattrennung
Habitattrennung, auch Habitatfragmentierung (lateinisch fragmentum ‚Bruchstück‘) oder Lebensraumzerschneidung, bezeichnet in der Biologie einen Umweltveränderungsprozess, der einen entscheidenden Einfluss auf Evolution und Biodiversität hat und andererseits für Artenschwund verantwortlich ist. Es handelt sich dabei um eine Aufspaltung des Lebensraums von Tier- oder Pflanzenarten mit der Folge, dass ein genetischer Austausch zwischen den entstehenden Teillebensräumen unterbunden wird. Habitattrennung wird einerseits durch geologische oder klimatische Prozesse wie Grabenbrüche oder Vergletscherungen verursacht, andererseits aber auch durch menschliche Aktivitäten wie Rodungen und Verkehrswegebau. Im ersten Fall spricht man auch von geographischer Isolation, im zweiten von anthropogenen Einflüssen. Die klimatisch-geologischen Prozesse, die über einen langen Zeitraum eine Isolation von Teilpopulationen bewirken, gelten als entscheidende Voraussetzungen bei der Artbildung wie auch für alle Aussterbewellen. Diese Prozesse können einmalig (wie Megafluten, Megavulkaneruptionen), wiederholt oder dynamisch wechselnd auftreten. Nur bei der letzten Aussterbewelle kann eine Mitwirkung des Menschen vermutet werden. In ähnlicher Weise wirken die auch als Landschaftszerschneidung bezeichneten, meist wesentlich rascheren Veränderungen durch menschliche Einflüsse, welche oft als Ursache für das Aussterben vieler Arten betrachtet werden müssen.
Die Verinselung von Festlandhabitaten bzw. deren Zerschneidung führt zu abnehmenden Habitatgrößen und zunehmender Isolation der Arten. Habitatfragmentierung und Habitatverlust steigern Extinktionsraten und gehören mit zu den Hauptgründen für den lokalen, regionalen und globalen Diversitätsverlust.

## Arten von Fragmentierung und anfällige Arten
Fragmentierung kann durch menschliche Eingriffe, z. B. durch den Bau von Straßen oder Siedlungen geschehen. Habitatverlust und Habitatfragmentierung trifft in der Regel innerhalb einer Artengruppe nicht alle Arten gleichermaßen. Besonders sensibel gegenüber Fragmentierung sind:
- seltene Arten
- Arten mit hoher Populations-Variabilität oder niedrigen Populationsdichten
- Nahrungsspezialisten
- Arten mit geringer Ausbreitungsfähigkeit
- Arten in höherer trophischer Position

Randeffekte nehmen stark zu, wenn ein Habitat durch Fragmentierung in viele kleinteilige Parzellen aufgeteilt wird.

## Auswirkungen
Eine Habitattrennung ist meist mit folgenden Effekten verbunden, die Auswirkungen auf die Artenvielfalt haben:
- Kleinere Habitatfläche: Die Populationsgrößen in den Teilhabitaten verringern sich zwangsläufig, im Extremfall wird die Mindestgröße stabiler Populationen unterschritten, was langfristig zum Aussterben der Population führt. Ebenfalls negativ wirkt sich die genetische Verarmung aus, die Verringerung des Genpools.[8]
- Höherer Anteil von Randbereichen: Optimale Lebensbedingungen haben Arten meist nur ab einem bestimmten Abstand zum Rand ihres Habitats, abhängig von ihrem Aktionsraum. Durch Habitattrennung werden die „wertvolleren“ inneren Bereiche überproportional verringert, verschwinden eventuell auch ganz.
- Habitatvernichtung: Im Bereich der Trennlinie kommt es zu einer direkten Habitatvernichtung, oft besonders wertvoller zentral gelegener Flächen.

### Korridore
Die meisten Arten sind dazu befähigt, über weniger geeignete Räume (biogeographische Korridore) zu geeigneten Habitatinseln zu gelangen. Solche Korridore müssen jedoch den Minimalanforderungen dieser Arten genügen. Korridore werden auch Verbindungswege bei Neubesiedelungen genannt wie der „Beringiakorridor“ bei der Erstbesiedelung Nordamerikas durch den Menschen. Den gleichen Korridor benutzten gleichzeitig auch zahlreiche Pflanzen und Tiere wie Elch oder Hund. Eine der Minimalanforderungen betrifft die Mindestbreite eines Korridors.
Von Korridorschließung wird gesprochen, wenn z. B. eine Landverbindung für Weidetiere nicht mehr begehbar ist durch Gebirgsfaltung, Gewässerausdehnung, Wüstenbildung oder dichte Taigaentwicklung.

### Refugien
Das Schwinden von Habitatflächen kann bewirken, dass Arten in Refugialräumen überleben, welche dem ursprünglichen Habitat nicht unbedingt angehörten, aber Ähnlichkeiten damit haben. Beispielsweise konnten sich zahlreiche Pflanzen und Tiere der Mammutsteppe nach der letzten Kaltzeit in polaren Tundren oder alpinen Regionen ansiedeln.
Manchmal fällt die Unterscheidung zwischen Refugien und Korridoren schwer, da bestimmte Habitaträume bei Habitatfragmentierung beiden Funktionen zugeordnet werden können.

## Maßnahmen gegen anthropogene Fragmentierung
Maßnahmen bestehen in der Regel in der Schaffung von Refugialräumen oder Korridoren zwischen Habitatinseln. Bei manchen Maßnahmen ist unklar, ob sie eher als Refugialraum oder als Korridor einzuschätzen sind. Alle Maßnahmen müssen aber, um Erfolg zu haben, auf das vorhandene Arteninventar abgestimmt sein, und die Erfordernisse der besonders von der Habitattrennung betroffenen Arten im Auge haben.
Im Vorfeld der Planung von Refugialräumen steht die Verlagerung von Eingriffen auf Randgebiete fernab von besonders wertvollen Naturlebensräumen. Hierdurch wird zumindest eines der entstehenden Teilhabitate noch in weitgehend intaktem Zustand erhalten. Das gleiche Ziel der Erhaltung großer zusammenhängender Lebensräume wird durch Ausweisung von Ausgleichsflächen und deren entsprechende Gestaltung (z. B. Entsiegelung, Nutzungsaufgabe (Brache), Aufforstung) erreicht.
Das Konzept von Korridoren, welche die einzelnen Lebensräume vernetzen und damit den Auswirkungen der Fragmentierung entgegenwirken sollen, erfordert, dass sie entsprechend der artspezifischen Anforderungen der zu schützenden Arten gestaltet und ausgestattet werden. Konzertierte Maßnahmen, um bestehende Trennungen zu überwinden, sind die Schaffung eines Biotopverbunds durch Einrichtung von überbrückenden Korridoren zwischen den Teilhabitaten. Dazu gehören sogenannte „Trittsteine“, kleinere Biotope, die selbst keine stabile Population beherbergen können, aber ein Übersiedeln vom einen Lebensraum in den anderen ermöglichen. Die gleiche Funktion haben linienförmige Vernetzungselemente wie Hecken oder Ackerrandstreifen. Speziell zur Überbrückung von Verkehrswegen werden gelegentlich auch Grünbrücken angelegt. Diese Maßnahmen schaffen zwar keine neuen Kernzonen, wirken aber dem Populationssterben durch genetische Verarmung entgegen. In den stark besiedelten Regionen Mitteleuropas sind großräumige Lebensräume, wie sie z. B. Großsäuger (Wolf, Bär, Luchs) bräuchten, nicht durchsetzbar.